# Лаги 2 (Пезаро и Урбино)
Лаги 2 је насеље у Италији у округу Пезаро и Урбино, региону Марке.
Према процени из 2011. у насељу је живело 21 становника. Насеље се налази на надморској висини од 54 м.